# 스칸디나비아 마일
스칸디나비아 마일(Scandinavian mile)은 노르웨이와 스웨덴에서 사용하는 길이의 단위로, 기호는 mil(밀)이다. 과거에는 다른 값을 가졌지만, 현재는 10 킬로미터를 의미한다.

## 같이 보기
- 마일